# Episodi di Bates Motel (quinta stagione)
La quinta e ultima stagione della serie televisiva Bates Motel è stata trasmessa negli Stati Uniti sulla rete televisiva A&E Network dal 20 febbraio al 24 aprile 2017.
In Italia la stagione è andata in onda su Rai 2 dal 16 agosto al 13 settembre 2017.
| n° | Titolo originale             | Titolo italiano           | Prima TV USA     | Prima TV Italia   |
| -- | ---------------------------- | ------------------------- | ---------------- | ----------------- |
| 1  | Dark Paradise                | Paradiso oscuro           | 20 febbraio 2017 | 16 agosto 2017    |
| 2  | The Convergence of the Twain | La convergenza dei due    | 27 febbraio 2017 | 16 agosto 2017    |
| 3  | Bad Blood                    | Sangue cattivo            | 6 marzo 2017     | 23 agosto 2017    |
| 4  | Hidden                       | Nascosto                  | 13 marzo 2017    | 23 agosto 2017    |
| 5  | Dreams Die First             | I sogni muoiono per primi | 20 marzo 2017    | 30 agosto 2017    |
| 6  | Marion                       | Marion                    | 27 marzo 2017    | 30 agosto 2017    |
| 7  | Inseparable                  | Inseparabile              | 3 aprile 2017    | 6 settembre 2017  |
| 8  | The Body                     | Il corpo                  | 10 aprile 2017   | 6 settembre 2017  |
| 9  | Visiting Hours               | Orari di visita           | 17 aprile 2017   | 13 settembre 2017 |
| 10 | The Cord                     | Il cordone                | 24 aprile 2017   | 13 settembre 2017 |

## Paradiso oscuro
- Titolo originale: Dark Paradise
- Diretto da: Tucker Gates
- Scritto da: Kerry Ehrin

### Trama
Due anni dopo gli eventi della quarta stagione, Norman vive da solo al Bates Motel, in compagnia di "Norma", dal momento che il giovane ragazzo non crede alla sua morte. Stringe amicizia con Madeleine Loomis, giovane ragazza che sembra ricordargli molto sua madre. Dylan ed Emma sono sposati, hanno una figlia di pochi mesi e sono del tutto inconsapevoli della morte di Norma per mano di Norman in un suo raptus di follia. Caleb, nel frattempo, torna nella vita di Dylan arrivando a casa sua, in cerca di aiuto, mentre il ragazzo e sua moglie sono in preda allo stress per via della nuova casa e della bambina. Dopo qualche giorno passato nella casa, Emma chiede a Caleb di andare via per il bene di Dylan. Lo sceriffo Romero è in prigione e gli è stata negata la libertà su cauzione. Quest'ultimo infatti, manda un uomo ad uccidere Norman, ma il ragazzo uccide il sicario in uno dei suoi tanti raptus e quando trova il portafoglio dell'uomo in una delle stanze del motel non ricorda nulla. Madeleine, la sera seguente, chiede a Norman di andare con lei ad un piccolo incontro lavorativo in città: il ragazzo accetta, ma "Norma" rifiuta di farlo andare per via dei suoi continui blackout mentali. "Norma" rivela a suo figlio, inoltre, di essere stata lei l'assassino del sicario mandato da Romero e, per insabbiare tutto, i due decidono di far scomparire il corpo gettandolo nel lago vicino al motel. Mentre i due sono intenti a disfarsi della prova, il telefono dell'uomo ucciso squilla: Norman, curioso, risponde al telefono e in quell'istante sente la voce dello sceriffo Romero.
- Ascolti USA: telespettatori 1 340 000[1]

## La convergenza dei due
- Titolo originale: The Convergence of the Twain
- Diretto da: Alyson Evans e Steve Kornacki
- Scritto da: Sarah Boyd

### Trama
Norman visita Romero in prigione per provocarlo e Romero lo avverte che prima o poi tornerà per ucciderlo. Più tardi, Romero litiga con un prigioniero e viene mandato in infermeria. Norman va a una cena organizzata da Madeleine e suo marito Sam. L'uomo tradisce la moglie portando donne al Motel, così Norman conosce la verità. La "madre" segue Norman alla cena e gli chiede perché è con una ragazza che le somiglia. Nel frattempo, Caleb torna a White Pine Bay, alla ricerca di Norma, ma scopre invece che la donna si è suicidata più di un anno prima. Crolla dal dolore davanti alla sua tomba. Più tardi, lui e Chick litigano in un bar. Caleb dice di sapere che Norman ha ucciso Norma, perché non si sarebbe mai suicidata, e giura di vendicarsi. Torna a casa Bates e scopre il cadavere congelato di Norma nel seminterrato. Norman, vestito da "Madre", attacca Caleb con Chick che assiste alla scena.
- Ascolti USA: telespettatori 1 280 000[1]

## Cattivo sangue
- Titolo originale: Bad Blood
- Diretto da: Tom Szentgyorgyi
- Scritto da: Sarah Boyd

### Trama
Caleb si sveglia e si ritrova incatenato nel seminterrato di casa Bates. Norman, come "Madre", va a trovarlo per raccontare la loro storia. Questo fa perdere lentamente la testa a Caleb. Chick, ora consapevole delle condizioni mentali di Norman, rimane a casa per fare ricerche sul suo romanzo sul vero crimine basato su Norman. Madeleine ammette il suo matrimonio travagliato a Norman e diventano amici. Nel frattempo, a Romero viene concesso un trasferimento, in seguito alla sua rissa in prigione. Sfugge alla custodia, solo per essere ferito da un fucile mentre cercava di rubare un'auto da una fattoria. La "madre" insiste affinché Norman uccida Caleb, poiché lei non può farlo. Tuttavia Norman lo libera, ma Chick, distratto alla guida, lo colpisce accidentalmente con la sua macchina uccidendolo.
- Ascolti USA: telespettatori 1 280 000[1]

## Nascosto
- Titolo originale: Hidden
- Diretto da: Torrey Speer
- Scritto da: Max Thieriot

### Trama
Caleb muore a causa dell'incidente e Chick crema il corpo. Il nuovo sceriffo viene informato del fatto che Jim Blackwell ha saltato la libertà condizionale e interroga Norman, poiché Blackwell aveva l'indirizzo della casa. Nel frattempo, il fuggitivo Romero si cura dalle sue ferite da arma da fuoco prima di presentarsi a casa di Maggie Summers. Chick cerca di trasferirsi a casa Bates, solo per essere allontanato da Norman. Norman e "Madre" continuano a litigare, poiché Norman vuole avere il controllo sulla propria vita. Madeleine invita Norman a casa sua per cena dato che Sam è fuori città, e iniziano a baciarsi. Appare "Madre" e Norman visualizza Madeleine con la gola tagliata. Corre di nuovo a casa, chiamando la "mamma", che non c'è.
- Ascolti USA: telespettatori 1 250 000[1]

## I sogni muoiono per primi
- Titolo originale: Dreams Die First
- Diretto da: Erica Lipez e Kerry Ehrin
- Scritto da: Néstor Carbonell

### Trama
Norman si sveglia la mattina dopo e non trova traccia di sua madre. Lo sceriffo Greene fa visita a Norman per informarlo che Romero potrebbe arrivare a lui. A Seattle, Dylan spiega ad Emma perché ha interrotto i contatti con Norma, rivelando che Norman è malato e che la madre di Emma è scomparsa dopo essersi registrata al motel. Di ritorno a Pine Bay, l'amante di Sam, Marion Crane, fugge dopo aver rubato 400 000 dollari al suo capo; Madeleine affronta Sam riguardo alla relazione. Altrove, Norman incontra il suo vecchio terapista, il dottor Edwards, e si trova di nuovo di fronte alla realtà che Norma è morta e assume la sua persona. Visita il White Horse Bar ed è confuso quando gli avventori lo riconoscono dalla sera prima. Un uomo tenta di sedurlo e Norman ha un flashback di "Madre" e dell'uomo che fa sesso. In preda al panico, fugge a casa proprio mentre Marion arriva al Bates Motel.
- Ascolti USA: telespettatori 1 360 000[1]

## Marion
- Titolo originale: Marion
- Diretto da: Carlton Cuse e Kerry Ehrin
- Scritto da: Phil Abramo

### Trama
Norman saluta Marion al motel. Allo stesso tempo, a Seattle, Emma informa uno scioccato Dylan della morte di sua madre, dopo aver letto la notizia sul web. Dopo che Norman e Marion hanno cenato insieme, Norman la spia mentre si spoglia per fare la doccia. Successivamente le rivela che Sam è sposato. Quando Marion vede Sam e Madeleine litigare a casa sua, spacca i finestrini della macchina dell'uomo con rabbia e torna al motel. La "madre" cerca di spingere Norman a uccidere Marion, ma Norman, rifiutandosi di farlo, reagisce e costringe Marion a lasciare il motel prima che possa ferirla, salvandole la vita. Marion lascia la città quando Sam si presenta nella sua stanza. Decide di farsi una doccia mentre l'aspetta. Quando "Madre" paragona Sam al padre di Norman, Norman accoltella a morte Sam sotto la doccia.
- Ascolti USA: telespettatori 1 360 000[1]

## Inseparabile
- Titolo originale: Inseparable
- Diretto da: Freddie Highmore e Erica Lipez
- Scritto da: Steph Verde

### Trama
"Madre" e Norman si sbarazzano del corpo di Sam, anche se Norman non vuole più avere allucinazioni di "Madre". Lo sceriffo Greene rivela che il corpo di Jim Blackwell è stato recuperato. Norman seppellisce il cadavere congelato di Norma nel bosco nel caso in cui la polizia indagasse sulla sua casa. Dylan arriva a casa dei Bates e dice che Norman avrebbe dovuto parlargli della morte di Norma e chiedergli aiuto, poiché vede che Norman è malato. Dylan scopre che il dottor Edwards è scomparso e si presume morto, anche se Norman ha detto di averlo incontrato. Dylan poi incontra Madeleine, che è preoccupata per la scomparsa di Sam. Dylan chiede a Norman di Sam e lo incoraggia a prendere le sue medicine, ma "Madre" prende il sopravvento e cerca di uccidere Dylan. Norman interviene, urlando che Dylan è suo fratello, e Dylan, sotto shock, lo guarda lottare con se stesso. Norman si riprende, chiama i servizi di emergenza e confessa l'omicidio di Sam.
- Ascolti USA: telespettatori 1 260 000[1]

## Il corpo
- Titolo originale: The Body
- Diretto da: Erica Lipez
- Scritto da: Freddie Highmore

### Trama
Norman è ansioso di essere arrestato, temendo di vedere la "Madre" e che lei intervenga. Viene interrogato e gli vengono date le medicine, ma la "Madre" lo costringe a vomitarle e prende il pieno controllo di lui. La "Madre" incolpa Madeleine per l'omicidio di Sam e dice che Norman ha confessato di prendersi la colpa per lei. Dylan trova un avvocato e spiega che Norman non è un criminale né una persona cattiva: è malato di mente e ha bisogno di un istituto psichiatrico. Anche il corpo della madre di Emma viene trovato e identificato dal lago, confermando il sospetto di Dylan che Norman l'abbia uccisa. Romero torna alla proprietà dei Bates e trova Chick, che ha sistemato la sua scrivania nel seminterrato. Chick viene ucciso da Romero dopo aver deriso lui e l'intera situazione. Viene poi ritrovato anche il corpo di Sam e Norman, con "Madre" ancora al controllo, viene accusato di tre omicidi.
- Ascolti USA: telespettatori 1 230 000[1]

## Orari di visita
- Titolo originale: Visiting Hours
- Diretto da: Scott Kosar
- Scritto da: Olatunde Osunsanmi

### Trama
L'avvocato di Norman suggerisce di presentare una dichiarazione di infermità mentale, poiché potrebbe essere messo a morte se condannato. Emma arriva per vedere Dylan ma non è sicura se i due ce la faranno quando Dylan si schiererà dalla parte di suo fratello. Dopo aver visto le prove presentate all'udienza di Norman, Madeleine chiede a Dylan come può convivere con se stesso dopo aver saputo che Norman era malato e lasciandolo comunque fare quello che ha fatto. Emma decide di tornare a casa, ma non prima di essere andata a trovare Norman. Si rende subito conto che lui è nel personaggio di "Madre", e quindi gli chiede di dire al vero Norman che le manca. Romero scopre dove si trova Norman e costringe gli agenti a liberarlo. Costringe Norman a salire sull'auto e gli ordina di portarli al corpo di Norma.
- Ascolti USA: telespettatori 1 220 000[1]

## Il cordone
- Titolo originale: The Cord
- Diretto da: Kerry Ehrin e Carlton Cuse
- Scritto da: Tucker Gates

### Trama
Romero costringe Norman a condurlo nel luogo di sepoltura di Norma. Mentre l'ex sceriffo sta dissotterrando il corpo, il ragazzo lo colpisce con una pietra e lo uccide con la pistola dell'uomo. Norman torna al motel con il corpo della madre, come se fosse il loro primo giorno di arrivo in paese e dimenticando tutto quello che è successo fino ad allora. L'arrivo di una donna con dei bambini, di cui uno di nome Dylan, lo porta a contattare telefonicamente il fratello invitandolo a cena. Dylan si reca al motel armato di pistola, scoprendo che Norman non ricorda niente di quanto accaduto dopo aver preso in gestione il motel. Dopo aver scoperto il cadavere della madre alla tavola apparecchiata per cena, Dylan cerca inutilmente di convincere Norman a farsi ricoverare. Quest'ultimo affronta il fratello con un coltello e Dylan è costretto ad ucciderlo con la pistola. Nell'aldilà Norman riabbraccia sua madre. Il motel e la casa vengono venduti e Dylan ed Emma vivono una vita felice insieme alla figlia.
- Ascolti USA: telespettatori 1 410 000[1]